# G-Man (FBI)
G-Man (abbreviazione della locuzione inglese “Government Man”, Uomo del Governo) è un termine gergale per indicare un agente del Federal Bureau of Investigation (FBI) americano. Il termine "Government" indica il Governo federale degli Stati Uniti, in contrapposizione agli enti di polizia locali o statali.
Nella mitologia dell'FBI si ritiene che il nomignolo abbia avuto origine al tempo dell'arresto del bandito George “Machine Gun” Kelly dagli agenti della Divisione Investigativa (DOI), un ente precursore dell'FBI, nel settembre del 1933. Trovandosi disarmato, si dice che Kelly gridò «G-Men, non sparate!». Questo evento è stato riportato nel film del 1959 Sono un agente FBI e nel film del 1973 Dillinger.